# Boissy-la-Rivière
Boissy-la-Rivière település Franciaországban, Essonne megyében. Lakosainak száma 533 fő (2022. január 1.). Boissy-la-Rivière Ormoy-la-Rivière, Étampes, Fontaine-la-Rivière, La Forêt-Sainte-Croix, Marolles-en-Beauce, Saclas és Saint-Cyr-la-Rivière községekkel határos.

## Népesség
A település népességének változása:
| Lakosok száma | 573  | 569  | 555  | 526  | 517  | 510  | 500  | 517  | 533  |
|               | 2013 | 2015 | 2016 | 2017 | 2018 | 2019 | 2020 | 2021 | 2022 |